# Бад-Кройцен
Бад-Кройцен (нем. Bad Kreuzen) — коммуна (нем. Gemeinde) в Австрии, в федеральной земле Верхняя Австрия. 
Входит в состав округа Перг.  Население составляет 2457 человек (на 31 декабря 2005 года). Занимает площадь 40 км². Официальный код  —  41108.

## Политическая ситуация
Бургомистр коммуны — Манфред Неннинг (АНП) по результатам выборов 2003 года.
Совет представителей коммуны (нем. Gemeinderat) состоит из 25 мест.
- АНП занимает 22 места.
- СДПА занимает 3 места.